# Коваленко, Климентий Данилович
Климентий Данилович Коваленко (1897—1979) — бригадир проходчиков шахты № 15 треста «Мосшахтстрой», Тульская область, Герой Социалистического Труда.

## Биография
Родился в 1897 году в деревне Смородщина Полтавского уезда Полтавской губернии, ныне Чутовского района Полтавской области, в семье шахтера. Украинец.
В 1920 году пришел работать на шахты Донбасса, был откатчиком, лесогоном, забойщиком. Летом 1942 года с группой горняков был эвакуирован в Подмосковный бассейн. Участвовал в работах по возрождению разрушенных гитлеровцами угольных предприятий.
Сначала работал на строительстве шахты № 7-бис. Затем его перевели на шахту-новостройку № 11 «Дубовская», где возглавил бригаду проходчиков. По его инициативе была перестроена организационная структура проходческих бригад и создана первая комплексная бригада.
В бригаду вошло восемнадцать человек, которые были разбиты на три звена — по шесть в каждом. За звеньями закрепили определённые участки работы, обязанности отдельных рабочих были строго между собой разграничены. Таким образом был осуществлен основной стахановский принцип — разделение труда. Это способствовало повышению выработки каждым рабочим, усилило ответственность людей за порученную работу. Создание комплексных проходческих бригад весьма положительно сказалось на работе: темпы прохождения горных выработок значительно увеличились, резко возросли производительность труда и заработная плата проходчиков. Итоги оказались блестящими — в мае 1946 года бригада выполнила за смену более пяти установленных норм.
В конце 1947 года бригаду Коваленко перевели на строительство шахты № 15 «Дубовская». Геологические условия здесь очень сложны, большой приток воды, неустойчивая кровля. Первое время бригадир по 10-12 часов не выходил из шахты — изучал условия залегания пласта и пород, продумывал наиболее рациональные методы ведения горных работ. В результате правильной организации труда бригада в трудных условиях добилась значительного ускорения темпов проходки и намного превысила установленные ей плановые задания. За смену бригада делала два, а за сутки шесть циклов и достигала продвижения забоя до девяти погонных метров. Благодаря скоростным методам бригада Коваленко в отдельные месяцы в три с лишним раза превышала задания.
Указом Президиума Верховного Совета СССР от 28 августа 1948 года за выдающиеся успехи в деле увеличения добычи угля, восстановления и строительства угольных шахт и внедрения передовых методов работы, обеспечивших значительный рост производительности труда Коваленко Климентию Даниловичу присвоено звание Героя Социалистического Труда с вручением ордена Ленина и золотой медали «Серп и Молот».
Жил в поселке Дубовка Узловского района Тульской области. Скончался 20 декабря 1979 года.

## Награды
Награждён двумя орденами Ленина (28.08.1948, 25.08.1951), орденом Трудового Красного Знамени (28.10.1949), медалями, в том числе «За трудовую доблесть» (04.09.1948).